# 樋口晶之
樋口 晶之（ひぐち まさゆき、1954年2月24日 - 2017年7月3日）は、愛知県名古屋市出身のドラマー。

## 経歴
15歳の頃よりプロとして活動を始め、70年よりブルース･クリエイション、クリエイションで約10年間活動、フェリックス・パパラルディらとワールドツアーを行う。クリエイション脱退後フリーランスで、カルメン・マキ&OZでコンビだった鳴瀬喜博とChaos、土岐英史&Rio Son、宇崎竜童の竜童組など数多くのバンドに参加するかたわらジョー山中、時任三郎、萩原健一、柳葉敏郎、井上堯之などのサポートを務める。後に包国充らとBEATNUTS、夏木マリらとGIBIER du MARIを結成。メンバーたちとのセッション・ワークのほかザ・ゴールデン・カップスやジョー山中のサポートなどで活動。音楽の専門学校「アン・ミュージック・スクール」で講師を務めた。2003年、ザ・ゴールデン・カップスの再結成ライブに参加以降もボーカルに専念しているマモル・マヌーに代わりサポートとしてドラムスを担当。2017年7月3日に死去。63歳没。肺がんを患っていた。

## 来歴
- ブルース・クリエイション
- クリエイション
- カルメン・マキ&OZ
- 竜童組
- 今村祐司バンド

## GIBIER du MARI
- 夏木マリ（ボーカル）
- 斎藤ノブ（パーカッション）
- 久米大作（キーボード）
- 樋口晶之（ドラムス）
- ichiro（ギター）
- 高橋"Jr."知治（ベース）